# XX Centauri
XX Centauri (XX Cen / HD 118769 / HIP 66696) es una estrella variable en la constelación de Centauro de magnitud aparente media +7,82, no siendo por tanto visible a simple vista.
Su distancia estimada al sistema solar es de aproximadamente 4600 años luz.
XX Centauri pertenece al grupo de las cefeidas, variables caracterizadas por mostrar una estrecha relación entre su período de oscilación y su magnitud absoluta, tipificadas por η Aquilae o Mekbuda (ζ Geminorum). Más tenue que éstas, el brillo de XX Centauri varía entre magnitud aparente +7,30 y +8,31 a lo largo de un período de 10,9535 días. De tipo espectral F7/F8II, su temperatura efectiva es de 5260- 6020 K. Tiene un radio 58 veces más grande que el radio solar y una masa estimada 3,3 veces mayor que la del Sol. Su metalicidad —abundancia relativa de elementos más pesados que el helio— es un 25 % superior al del Sol, con un índice de metalicidad [Fe/H] = +0,10.
XX Centauri es una estrella binaria espectroscópica con un período orbital de 924,1 días.